# Cramauchenia
Cramauchenia és un gènere de litopterns de Sud-amèrica, descrit per Florentino Ameghino. El nom no té traducció literal, ans és un anagrama del nom del gènere Macrauchenia, un parent proper seu.